# 幸福街道 (南昌市)
幸福街道，是中华人民共和国江西省南昌市新建区下辖的一个乡镇级行政单位。

## 行政区划
幸福街道下辖以下地区：
竹山社区、磨南社区、磨北社区、牌楼社区、招贤社区和爱民社区。